# Лопатин, Антон Иванович
Анто́н Ива́нович Лопа́тин (18 января 1897 — 9 апреля 1965) — советский военачальник, командующий армиями в Великой Отечественной войне, Герой Советского Союза (19 апреля 1945 года). Гвардии генерал-лейтенант (27.03.1942).

## Молодость и Гражданская война
Антон Иванович Лопатин родился в деревне Каменная (Каменка) ныне Брестского района Брестской области. Русский
На военной службе в Русской императорской армии с 1916 года. В годы Первой мировой войны сражался на Юго-Западном фронте рядовым.
В Красной Армии с августа 1918 года, участник гражданской войны. Воевал в составе 21-го кавалерийского полка 4-й кавалерийской дивизии 1-й Конной армии: помощник командира эскадрона, затем командир эскадрона. Сражался против войск Деникина и Врангеля на Южном фронте, в 1920 году участвовал в советско-польской войне на Западном фронте. Был несколько раз ранен, награждён орденом Красного Знамени. Член РКП(б) с 1919 года.

## Межвоенная служба
После войны продолжал служить в 21-м кавалерийском полку: командир эскадрона, начальник полковой школы. В 1927 году окончил Ленинградские кавалерийские курсы усовершенствования комсостава РККА, в 1929 году — курсы по подготовке помощников командиров полков при Ленинградской кавалерийской школе. С 1929 года был помощником командира 21-го кавалерийского полка по строевой части, затем помощником командира полка по хозяйственной части. С декабря 1930 года — начальник военно-хозяйственного снабжения 4-й кавалерийской дивизии. С ноября 1931 года — командир 39-го кавалерийского, а с декабря 1936 — 32-го кавалерийского полков в той же дивизии.
С июля 1937 года командовал 6-й кавалерийской Кубанско-Терская Чонгарская дивизией имени С. М. Будённого в Белорусском военном округе. С сентября 1939 года преподавал тактику на кавалерийских курсах усовершенствования командного состава РККА, с июля 1939 года служил инспектором кавалерии Забайкальского военного округа. С июня 1940 года — заместитель командующего 15-й армией Дальневосточного фронта (штаб армии находился в Биробиджане).
Уже в ноябре того же 1940 года назначен командиром 31-го стрелкового корпуса. Корпус также дислоцировался на Дальнем Востоке, но в конце мая 1941 года был в полном составе переброшен на Украину и включен в состав Киевского Особого военного округа, штаб корпуса находился в Коростене Житомирской области.

## Великая Отечественная война
В Великую Отечественную войну вступил в звании генерал-майора 30 июня 1941 года, когда после шестидневного пешего марша, подчиненный ему корпус принял свой первый бой на Юго-Западном фронте. Участвовал в Львовско-Черновицкой и в Киевской стратегических оборонительных операциях. Как и все части Красной Армии, летом 1941 года корпус в тяжелых оборонительных боях понёс значительные потери, однако А. И. Лопатин как командир корпуса был отмечен командованием за умение держать в руках управление корпусом в самой тяжелой обстановке и за стойкость в обороне. С 20 по 25 августа командир 6-го стрелкового корпуса.
Он был выдвинут на повышение: с 30 октября 1941 года — командующий заново формируемой 37-й армией, наступавшей на направлении главного удара в Ростовской наступательной операции Южного фронта в ноябре—декабре 1941 года. Позднее участвовал в Барвенково-Лозовской наступательной операции.
С 24 июня по 14 июля 1942 года — командующий 9-й армией на Юго-Западном и Южном фронтах в ходе Донбасской оборонительной операции.
С начала августа 1942 года — командующий 62-й армией Сталинградского фронта в Сталинградской битве. Не сумел удержать дальние оборонительные рубежи на подступах к Сталинграду и после прорыва немецких войск в Сталинград 5 сентября 1942 года был снят с должности, передав командование армией В. И. Чуйкову.
Однако в резерве оставался недолго и уже 14 октября 1942 года назначен командующим 34-й армией на Северо-Западном фронте, участвовал в Демянской операции в феврале 1943 года.
С марта по июль 1943 года командовал 11-й армией и в марте 1943 года участвовал в Старорусской операции. В начале апреля армию вывели в резерв на переформирование.
25 сентября 1943 года назначен командующим 20-й армией, также находящейся в резерве.
После двухмесячного пребывания в распоряжении начальника Главного управления кадров РККА в январе 1944 года — назначен заместителем командующего 43-й армией 1-го Прибалтийского фронта. Хорошо действовал в Белорусской наступательной операции, но пройдя почти всю службу на самостоятельной командной работе, тяготился ролью заместителя командующего.
В июле 1944 года погиб командир 13-го гвардейского стрелкового корпуса гвардии генерал-майор К. А. Цаликов, и А. И. Лопатин по его личной просьбе был назначен командиром корпуса, хотя это было явным понижением по службе. Во главе корпуса в составе 1-го Прибалтийского и 3-го Белорусского фронтов участвовал в Прибалтийской и в Восточно-Прусской операциях, в штурме Кёнигсберга и ликвидации земландской группировки противника.
Особенно отличился при штурме Кёнигсберга: возглавляемый им корпус к вечеру первого дня штурма, 6 апреля 1945 года, прорвал сильно укреплённый рубеж обороны и прорвался на улицы города. 9 апреля корпус действовал уже в центре города-крепости. За трое суток штурма корпус генерала Лопатина уничтожил до 8000 солдат и офицеров противника, захватил 6 540 пленных, 250 орудий и миномётов. После завершения штурма без малейшей передышки корпус направлен на очищение от противника южного берега Земландского полуострова, где в непрерывных боях с 10 по 17 апреля выбил немцев из трёх городов, уничтожил до 9 000 солдат и офицеров, захватил 5 833 пленных (в их числе был командир 28-й пехотной дивизии вермахта полковник Г. Темпельхофф и штаб дивизии). За эту операцию ему было присвоено звание Героя Советского Союза.
На Параде Победы в Москве А. И. Лопатин командовал сводным полком 1-го Прибалтийского фронта.

## Послевоенное время

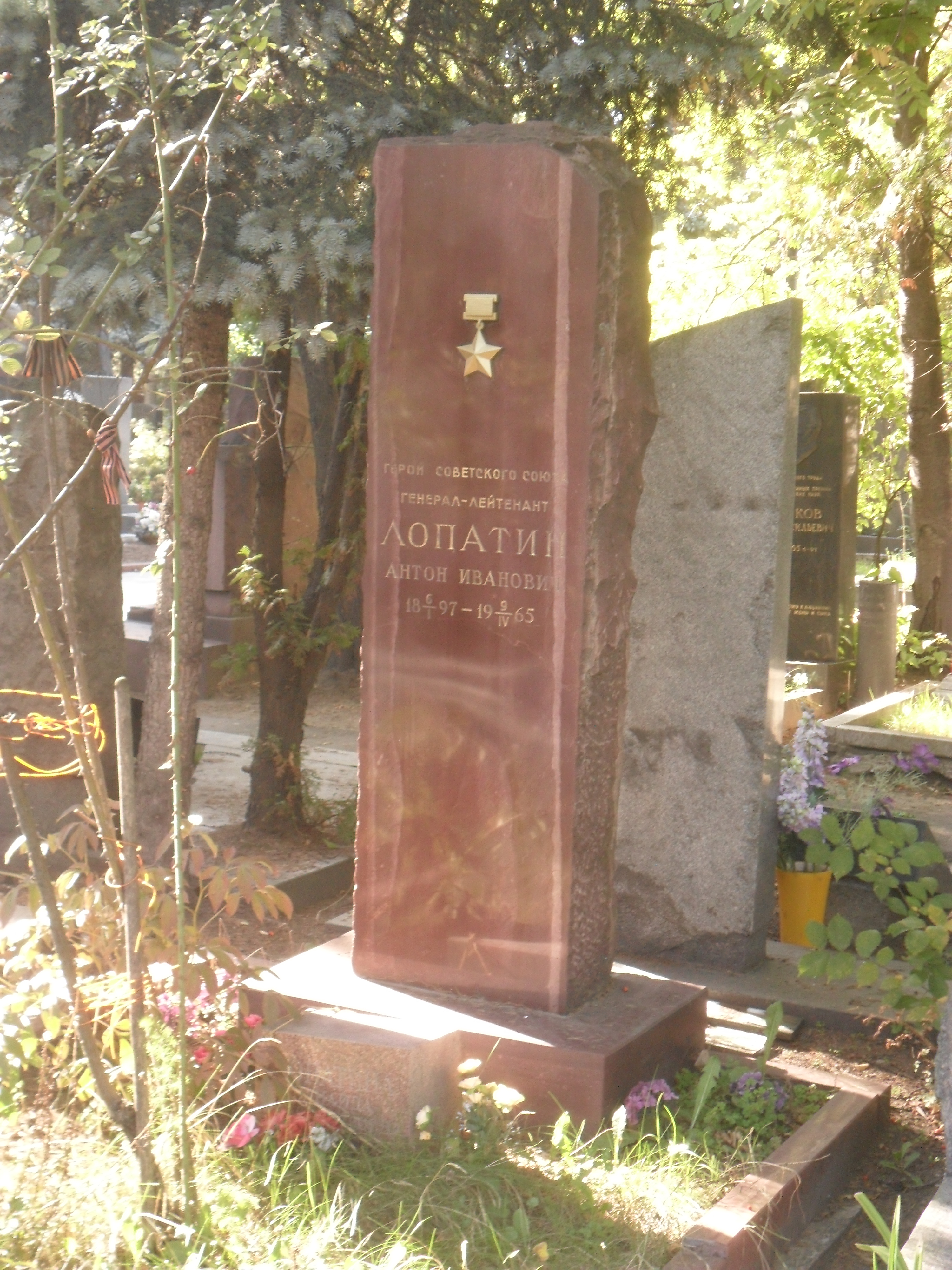
Могила Лопатина на Новодевичьем кладбище Москвы.

В июле 1945 года А. И. Лопатин был назначен командиром 2-го отдельного стрелкового корпуса Забайкальского фронта. Участвовал в советско-японской войне, где корпус наступал в ходе Хингано-Мукденской операции и за короткий срок форсировал реку Аргунь, прошёл почти 200 километров по горно-таёжной местности, преодолел с боями горный хребет Большой Хинган и дошёл до города Цицикар. Только в плен было захвачено свыше 6 000 японских солдат и офицеров.
После войны командовал корпусом на Дальнем Востоке ещё 2 года. Окончил Высшие академические курсы Высшей военной академии имени К. Е. Ворошилова. С апреля 1947 года был помощником командующего 7-й гвардейской армией Закавказского военного округа (штаб армии — в г. Ереван). С сентября 1947 года командовал 13-м стрелковым корпусом того же округа (штаб корпуса был в г. Кутаиси). С июля 1949 года — помощник командующего войсками Закавказского военного округа. С октября 1951 года служил в 10-м управлении Генерального штаба. С мая 1952 года — командир 9-го гвардейского стрелкового корпуса. В январе 1954 года уволен в запас.
Умер 9 апреля 1965 года, похоронен на Новодевичьем кладбище города Москвы.

## Воинские звания
- полковник (29.01.1936);
- комбриг (17.02.1938);
- генерал-майор (4.06.1940);
- генерал-лейтенант (27.03.1942).

## Награды
- Медаль «Золотая Звезда» Героя Советского Союза (19.04.1945, звезда № 7119);
- три ордена Ленина (27.03.1942, 21.02.1945, 19.04.1945);
- три ордена Красного Знамени (1920[4], 3.11.1944, 20.06.1949);
- два ордена Кутузова 1-й степени (22.07.1944, 8.09.1945);
- орден Красной Звезды (22.02.1938);
- медаль «За оборону Сталинграда»;
- медаль «За взятие Кёнигсберга»;
- другие медали.

## В воспоминаниях современников
Коммунист с девятнадцатого года, во время гражданской войны Антон Иванович командовал эскадроном в знаменитой 4-й кавалерийской дивизии, явившейся ядром будённовской Конармии. Воевал против деникинцев, врангелевцев, белополяков, был награждён орденом Красного Знамени, трижды ранен. Лопатин долго оставался конником и в мирное время: командовал полком, Чонгарской кавдивизией, служил инспектором кавалерии округа. Словом, это был старый будённовец и человек, несомненно, незаурядный, сильная, волевая натура.— Крылов Н. И. «Сталинградский рубеж».

Это был исключительно волевой, но импульсивный человек, что-то чапаевское проскальзывало в его характере. Как и все люди необыкновенной силы воли, он, принимая решения, порой больше доверялся командирской интуиции, чем расчётам своего штаба. Это его иногда подводило. И всё же я считал Лопатина очень достойным генералом и при первой возможности рассчитывал выдвинуть его на повышение.

Антон Иванович любил самостоятельность, поэтому я не удивился, когда он попросил назначить его на корпус. В июле такая возможность представилась, и Лопатин стал командиром 13-го гвардейского.
— Герой Советского Союза  Маршал Советского Союза  Баграмян И.Х.  Так  шли мы к победе. -  М: Воениздат, 1977.- С.367.